# Иринеев, Ириней Петрович
Ириней Петрович Иринеев (22 февраля 1897 года, деревня Холетово, Усть-Кубинского района, Вологодской области — 19 августа 1978, г. Кременчуг) — советский военный деятель, гвардии генерал-майор артиллерии (01 июля 1944 года).

## Биография
Иринеев Ириней Петрович родился 22.02.1897 года в крестьянской семье в деревне Холетово Усть-Кубинского района Вологодской области.

### Первая мировая и гражданская войны
19.01.1916 года был призван в Русскую императорскую армию. Окончил в 1916 году военно-учебную команду в Первом артиллерийском отдельном дивизионе в г. Луга. В период февральской и октябрьской революции 1917 года находился в армии, принимал участие в разоружении офицерского состава 1 запасного артдивизиона в г. Луга.
С 1918 года в рядах РККА, старшина команды управления отдельного артиллерийского дивизиона ТАОН литер Е. В конце 1918 года выдержал экстерном экзамены на красного командира и был назначен командиром взвода того же дивизиона. В 1919 году принимал участие в боях против Деникина на тульском направлении, в 1920 году в боях против Врангеля и форсировании Днепра на каховском направлении, расширении Каховского плацдарма и контрнаступлении на Крым. 1й отдельный артиллерийский дивизион литер Е находился в оперативном подчинении 51 стрелковой дивизии под командованием Блюхера. Принимал участие в штурме Перекопского вала и в боях на Крымском полуострове до полного разгрома Врангеля в ноябре 1920 года.
В 1921 году в составе 1го тяжелого отдельного артиллерийского дивизиона литер Е прибыл в г. Крюков на Днепре. В 1922 году был направлен в повторную школу среднего и старшего комсостава тяжелой артиллерии особого назначения в г. Москву, которую окончил в 1923 году. По окончании школы вернулся в дивизион и получил назначение в 25 артиллерийский полк 25 Чапаевской дивизии в г. Кременчуг. В данном полку служил в должностях: с 1923 по 1926 год — начальник разведки дивизиона, с 1926 по 1930 год — командир батареи,

### Межвоенное время
В 1928 году Кременчугский Окрисполком наградил именными часами с дарственной надписью, которые сегодня хранятся в Кременчугском краеведческом музее.
С 1930 по 1934 год на должности командира дивизиона 25 артполка в г. Кременчуг. В 1931 году прошел курсы усовершенствования старшего командного состава в г. Ленинград.
В 1934 году получил назначение на Дальний восток на должность командира дивизиона, а потом переведен на должность помощника командира полка 1й Тихоокеанской стрелковой дивизии.
В 1938 году был награждён медалью «20 лет РККА», прошел курсы переподготовки командного состава в г. Владивосток и получил назначение начальником штаба артиллерии 59 стрелкового корпуса. Вскоре был переведен на должность начальника артиллерии 5й отдельной стрелковой бригады, а с 1941 года — начальник артиллерии 108 укрепрайона ДВФ.

### Великая Отечественная война
Боевое крещение — Волховский фронт весной 1943 года.
С марта 1943 года полковник Иринеев — командир 22 миномётной бригадой 17 артиллерийской дивизии прорыва 7 артиллерийского корпуса РГК. В составе бригады были 242, 239 и 245 миномётные полки. Вооружение — 120 миллиметровые миномёты на механической тяге. В начале были только автомобили ГАЗ-АА (марка первых автомобилей Горьковского автозавода, выпускавшихся в 1932 — 36 годах. Мощность 40 л. с., скорость 90 км. в час), а к 1944 году было много уже автомобилей разных марок.
В июле 1943 года поддерживая 61 армию при наступлении на город Болохов, не взирая на опасность и воодушевляя личный состав своим примером полковник Иринеев в течение нескольких дней сумел организовать отражение атак пехоты противника миномётным огнем бригады и обеспечить прорыв оборонительной полосы противника пехотными подразделениями наших войск. Эти действия обеспечили захват города Болохов. За умелые действия полковник Иринеев приказом командующего артиллерией Красной Армии от 24/10/1943 года был награждён орденом Отечественной войны 1 степени. 12 ноября 1943 года 22 миномётная бригада 1го Украинского фронта под его командованием принимала участие в первом освобождении Житомира.
Командовал 22 миномётной бригадой до мая 1944 года. С мая 1944 занимал должности заместителя командующего артиллерией 5 гвардейской армии, а потом 60 армии 1го Украинского фронта. Воинское звание генерал-майор артиллерии было присвоено 1 июля 1944 года. С мая по сентябрь 1945 начальник артиллерии 5 Гвардейского механизированного корпуса.

### Послевоенная карьера
В 1947 году закончил Артиллерийскую академию им. Дзержинского в г. Москва. 23 мая 1952 был уволен с действительной военной службы в запас. После увольнения из рядов Вооруженных сил вернулся в ставший ему родным Кременчуг. Находясь в Кременчуге много времени уделял военно-патриотической работе с молодежью и школьниками. Занимался общественной работой по линии Совета ветеранов, ДОСААФ, Общества охраны памятников истории и культуры, военно-научного общества. Умер 19.08.1978, Похоронен в г. Кременчуг на Реевском кладбище.

## Воинские звания
- полковник (март 1943 года)
- гвардии генерал-майор артиллерии (01 июля 1944 года)

## Награды
- Медаль «20 лет РККА»
- Орден Отечественной войны I степени 24.10.1943 № 26234
- Орден Боевого Красного Знамени 09.11.1943 № 92189
- Орден Боевого Красного Знамени 17.01.1944 № 100066
- Орден Кутузова II степени 23.09.1944 № 1242
- Орден Боевого Красного Знамени 03.11.1944 № 167843
- Орден Ленина 21.02.1945 № 287043
- Орден Богдана Хмельницкого II степени 27.06.1945
- Орден Красного Знамени 20.06.1949 № 310038
- Орден Красной звезды
- Медаль «За оборону Сталинграда»
- Медаль «За победу над Германией в Великой Отечественной войне 1941—1945 гг.» 09.05.1945
- Медаль «За взятие Берлина» 09.06.1945
- Медаль «За освобождение Праги» 09.06.1945

## Память
Его именем была названа одна из улиц в центральной части Кременчуга, но в процессе декомунизации к сожалению посчитали, что боевой генерал, прошедший две войны и навсегда вписавший свое имя в военную историю не достоин, что б его именем была названа улица в Кременчуге.